# فیلیگرا
فیلیگرا (به ایتالیایی: Filighera) یک کومونه در ایتالیا است که در استان پاویا واقع شده‌است.

## خصوصیات
فیلیگرا ۸٫۲ کیلومترمربع مساحت و ۸۶۳ نفر جمعیت دارد.